# Dulcele
Dulcele – wieś w Rumunii, w okręgu Arad, w gminie Gurahonț. W 2011 roku liczyła 74 mieszkańców. 